# Preußische Mädchenschulkonferenz
Die Preußische Mädchenschulkonferenz war die Zusammenkunft einer heterogenen Gruppe mit dem Ziel, das Mädchenschulwesen in Preußen zu reformieren. Sie fand am 23. Januar 1906 statt. Die gefassten Beschlüsse bewirkten elementare Veränderungen im preußischen Bildungswesen.

## Vorgeschichte
Obschon im Zuge der Bestrebungen der vermehrt an Gewicht zunehmenden Frauenbewegung im deutschen Kaiserreich ab dem Ende des 19. Jahrhunderts bereits etwaige Veränderungen im deutschen Bildungswesen erfolgten, kam es erst auf der preußischen Mädchenschulkonferenz in den Jahren 1906–1908 zu einer durchgreifenden Reformierung des Mädchenschulwesens. Bis dahin gab es eine verschwindend geringe Minderheit von Frauen höheren Standes, welche nach zähem Ringen das Recht auf Ablegung des Abiturs sowie des Studierens erlangt hatte. In den folgenden Jahren sollte insbesondere die Frage nach der Form der Mädchenschulen sowie die Wichtigkeit der Rolle der Frauen in der Mädchenbildung von Interesse sein. Vertreter der Frauenbewegung stellten diesbezüglich die Forderung, dass Frauen die Hauptverantwortung für die Ausbildung junger Frauen übernehmen sollten, überdies forderten sie gleichen Lohn wie ihre männlichen Kollegen. Über die genaue Struktur der Mädchenschule gab es vielerlei Vorschläge: So forderten einige eine „7+6“ Struktur, also eine siebenjährige Schulzeit an einer Mädchenschule, im Anschluss eine sechsjährige Vorbereitungsphase.

## Die Mädchenschulkonferenz 1906/1908
Bei der Mädchenschulkonferenz am 23. Januar 1906 waren 45 Teilnehmer anwesend, wobei auf ein ausgewogenes Verhältnis zwischen den Geschlechtern Wert gelegt wurde. Die Mehrzahl der anwesenden Frauen bestand aus Direktorinnen und Oberlehrerinnen, wobei hier insbesondere Vertreter der Frauenbewegung bedeutend waren. In der Männerfraktion überwog die Präsenz von Direktoren. Trotz der Heterogenität der Beteiligten ergaben sich vielfältige Beschlüsse:
- Zum einen sollten die akademischen Standards in den Mädchenschulen angehoben und sie als höhere Schulen anerkannt werden, wobei dies durch vermehrte Einstellung von Lehrpersonal mit Universitätsabschluss erfolgen sollte.
- Des Weiteren einigte man sich auf festgelegte Wege zum Abitur sowie das prinzipielle Recht für Frauen, sich an Universitäten einzuschreiben. Direktorinnen sollten fortan an Mädchenschulen keine Ausnahme, sondern die Regel werden.
- Die Schulen selber sollten nach dem „10+4“-Prinzip organisiert, (10 Jahre Schule plus 4 Jahre bis zum Abitur) in Lyzeum umbenannt und mit den Knabenschulen gleichgestellt werden. Für jene, die das Abitur anzustreben gedachten, sollten weiterführende Kurse in Frauenschulen angeboten werden.
- Für den Beruf der Kindergärtnerinnen und Kleinkinderlehrerinnen wurden einheitliche Regelungen bezüglich des Zugangs zur Ausbildung, des Ausbildungsplanes selbst und der Berufsberechtigung beschlossen[1].

Ende des Jahres 1906 entschloss sich das Staatsministerium entgegen den Ergebnissen der Konferenz schließlich zur Einführung der „9+4“-Struktur für Interessenten des Oberrealabiturs. Das Hauptinteresse des Ministeriums sei hierbei gewesen, „den Mädchen der gebildeten Stände solche Bildungsgelegenheiten zu geben, die ihnen ermöglichen, verständnisvolle Gefährtinnen eines gebildeten Mannes, gesunde Mütter und einsichtsvolle Erzieherinnen ihrer Kinder zu werden.“ Letztendlich kam es nach der Absegnung der Bestimmungen im Jahre 1908 doch zu einer „7+6“-Struktur der Abiturkurse in den höheren Mädchenschulen.
Insgesamt ergab die Mädchenschulkonferenz eine höhere Einstufung der höheren Mädchenschulen (Lyzeen), die Anerkennung der Studienanstalten (für die Ausbildung zur Universitätsreife), eine genaue Bestimmung der Schulstruktur und des Lehrplans. An den Gymnasien wurde die „7+6“-Struktur eingeführt, an den Oberrealschulen für Mädchen die „8+5“-Struktur.